# 세계 피겨스케이팅 선수권 대회
세계 피겨 스케이팅 선수권 대회는 국제 빙상 경기 연맹(ISU)이 주관하는 국제 피겨 스케이팅 대회이다. ISU가 지정한 선수권 대회 중 가장 권위 있는 대회이다. 여자 싱글, 남자 싱글, 페어, 아이스댄싱 등 네 종목이 진행되며 매년 3월에 개최된다.

## 역사
스피드 스케이팅과 피겨스케이팅을 관장하는 국제 단체인 국제 스케이팅 연맹이 창설된 것은 1892년이었다.
피겨 스케이팅 세계 선수권 대회는 1896년에 처음으로 개최되었다. 처음에는 남자 싱글 종목만 진행되었으나, 1906년부터 여자 싱글도 추가되어 여자 선수들도 참가하게 되었고, 1908년에는 남녀가 함께 연기하는 페어 종목도 추가되었다. 아이스댄싱은 1952년 추가되었다.

## 출전 규정
각 나라의 국가대표 선수들로서 연맹의 승인을 받은 선수여야 한다. 기본적으로 싱글 종목에는 한 명씩, 페어와 아이스 댄스에는 한 팀씩 출전할 수 있다. 또한 세계 선수권이 개최되는 년도의 7월 1일 이전까지 만 15세 이상이 되는 선수여야 하며, 대회에 제시되는 최소 기술점 기준을 통과해야 출전할 수 있다.

### 출전권 획득 기준
기본으로 부여되는 국가별 출전권 이외에도, 직전 해에 열린 세계선수권의 성적을 기초로 늘어나거나 줄어들 수 있다.
| 선수 / 팀 | 3장 조건                                      | 2장 조건                                      |
| --------- | --------------------------------------------- | --------------------------------------------- |
| 1         | 2위 이내 입상                                 | 12위 이내 입상                                |
| 2         | 두 선수 혹은 두 팀의 순위의 합이 13 이하      | 두 선수 혹은 두 팀의 순위의 합이 28 이하      |
| 3         | 상위 두 선수 혹은 두 팀의 순위의 합이 13 이하 | 상위 두 선수 혹은 두 팀의 순위의 합이 28 이하 |
- 1국가 1선수(혹은 1팀) 출전하여 2위권 내에 입상한 경우 : 3장

다음 해 세계 선수권의 출전권이 3장으로 늘어난다. 2013년 세계 선수권에서 대한민국 선수로 유일하게 출전한 김연아는 이 대회에서 우승을 차지했고, 이로 인해 2014년 세계 선수권에는 한국 선수 3명이 출전할 수 있게 되었다.
- 1국가 1선수(혹은 1팀) 출전하여 10위권 내에 입상한 경우 : 2장

다음 해 세계 선수권의 출전권이 2장이 된다. 2013년 세계 선수권에 출전한 캐나다의 케이틀린 오즈먼드는 8위를 차지하여, 2014년 세계 선수권의 출전권을 2장으로 늘렸다. 또한 2017년 세계 선수권에 출전한 대한민국의 최다빈 역시 10위를 차지해 이듬해 열리는 2018 평창 동계 올림픽과 세계 선수권 모두에 출전권 2장을 따냈다.
- 1국가 2선수(혹은 2팀) 출전하여, 두 선수 순위의 합이 13 이하일 경우 : 3장

두 선수의 순위의 합이 13이하이면, 다음 해 세계선수권의 출전권이 3장으로 늘어난다. 2014년 세계선수권 여자싱글에서는, 러시아의 율리아 리프니츠카야가 2위를 차지했으며 안나 포고릴라야가 4위를 차지했다. 두 선수의 순위를 합하면, 6이 되므로, 러시아는 2015년 세계 선수권 여자 싱글 종목의 출전권 3장을 배정받았다.
- 1국가 2선수(혹은 2팀) 출전하여, 두 선수 순위의 합이 28 이하일 경우 : 2장

2014년 세계 선수권 여자 싱글에서, 박소연은 9위, 김해진은 23위를 차지했다. 최종 순위 16위부터 24위까지는 16위로 계산하며 두 선수의 순위의 합은 25가 되므로, 2015년 세계선수권의 출전권은 2장이 된다.
- 1국가 3선수(혹은 3팀) 출전할 경우: 2선수(혹은 2팀)의 기준과 동일하나 상위 2선수(혹은 2팀)의 합으로 계산한다.

## 역대 메달리스트

### 우승 관련 기록
| 종목       | 최다 우승                                                  | 최다 연속 우승                                       | 1-3위 석권                                                        |
| 남자 싱글  | 울리크 살쇼브 10 (1901–1905, 1907–1911)                    | Karl Schafer 7 (1930–1936)                           | 1925: 오스트리아 1927–1928: 오스트리아 1952: 미국 1955–1956: 미국 |
| 여자 싱글  | 소냐 헤니 10 (1927–1936)                                   | 소냐 헤니 10 (1927–1936)                             | 1991: 미국 2021: 러시아                                           |
| 페어       | Irina Rodnina / Alexander Zaitsev 6 (1973–1978)            | Irina Rodnina / Alexander Zaitsev 6 (1973–1978)      | 1939: 독일 1969: 소련 1988: 소련                                  |
| 아이스댄싱 | Lyudmila Pakhomova / Alexandr Gorshkov 6 (1970–1974, 1976) | Lyudmila Pakhomova / Alexandr Gorshkov 5 (1970–1974) | 1955–1956: 영국 1968: 영국 1992: 독립국가연합 1993: 러시아        |

## 같이 보기
- 올림픽 피겨스케이팅